# Sonic Syndicate
Sonic Syndicate е мелодична дет метъл група от град Фалкенбери, Швеция.
Групата се създава през 2002 г. и първоначално се е казвала Fallen Angels. Тя е силно повлияна от шведските мелодични дет метъл групи като In Flames и Soilwork.

## Произход

### Ранни години
Sonic Syndicate започнала като пауър метъл група под името Tunes of Silence. Тя се състояла от членове напълно различни от сегашния състав докато не се присъединили братята Richard Sjunnesson(вокали) и Roger Sjunnesson(китара). След известно време членовете на Tunes of Silence решили да се разделят за да се концентрират върху други музикални проекти. Братята Sjunnesson създали групата Fallen Angels през 2002 година заедно с по-малкия си брат Robin Sjunnesson (ритъм китара), Andreas Mårtensson (кийбордс), Magnus Svensson (бас) и Kristoffer Backlund (барабани). Заедно те записали 3 демота – Fall From Heaven, Black Lotus, и Extinction преди да подпишат с Pivotal Rockordings през 2005 г. Басистката Karin Axelsson сменя Magnus Svensson през 2004 г. след което групата сменя името си на Sonic Syndicate и записва дебютния си студиен албум Eden Fire.

### Дебют и турнета
Групата провежда продължително турнета навсякаде в своята родина Швеция за да подкрепи Eden Fire заедно с банди като
Avatar.
В началото на февруари 2006 г., по време на турнето им с Avatar, Kristoffer Bäcklund напуска групата. Заместването му се обявява от John Bengtsson. 2006 година също става свидетел на напускането на кийбордиста на групата и допълнението на втория вокалист. Групата завършва турнето и започва демонстрирането на нов материал през март.
В края на ноември 2007 г., Шведските дебютанти предприемат турне с Himsa и шведската мелодична дет метъл група Amon Amarth. По-късно през 2008 г. те правят турне с Финландската симфинична метъл група Nightwish.

### Nuclear Blast и нов материал
През лятото на 2006 г., бандата взима участие в конкурс проведен от Nuclear Blast. От всички 1500 състезаващи се групи, Sonic Syndicate е избрана като един от тримата победители и им се предлага договор със значителната звукозаписна компания.През ноември, те влизат в студиото Black Lounge и записват тяхното продължение на Eden Fire с Jonas Kjellgren от Scar Symmetry.
Новият албум с името Only Inhuman излиза на 19 май 2007 г. Групата прави видеоклип по главният сингъл „Denied“ с реномирания продуцент Patric Ullaeus.
Вокалистите на Sonic Syndicate, Richard Sjunnesson и Roland Johansson пеят за албум-компилация, нещо като Roadrunner United, наименувана Nuclear Blast All-Stars: Out of the Dark с китариста и основател на Soilwork, Peter Wichers. Групата свири през 2007 г. на Wacken Open Air Festival.
На 16 март групата започна записването на все още безименният трети албум, който ще бъде пуснат от Nuclear Blast по-късно тази година.
На 6 юни 2008 г., името и обложката се разкриват от Nuclear Blast. Албумът, наречен „Love and Other Disasters“, ще бъде издаден на 19 септември 2008 г.

### We Rule the Night
Работата върху новия албум We Rule the Night започна на 3.01.2010 г.Sonic Syndicate обявиха, че легендарният американец Toby Wright ще е продуцент на албума.
На 26 октомври 2010 бандата обяви на официалната си страница, че Richard ще си вземе почивка от турнетата поради лични причини и да прекара време със семейството си. Бандата не коментира колко дълго ще отсъства Richard и дали няма да си вземе постоянна „почивка“ от групата. Негов заместник ще е Christoffer Andersson.
На 28 октомври Richard обяви на личния си блог, че напуска групата завинаги, поради това че Nuclear Blast променя музикалния стил на групата. Той още обяви, че работи върху нов музикален проект заедно със своя брат Roger и някой друг, който той все още не е разкрил. Носят се слухове, че този „някой“ е бившият член на Sonic Syndicate – Roland Johansson.

### Настоящи членове
- Nathan J. Biggs – чисти и тежки вокали
- Robin Sjunnesson – китара, беквокали
- Michel Bärzén – баскитара, беквокали
- John Bengtsson – барабани

### Бивши Членове
- Andreas Mårtensson – калвишни
- Kristoffer Bäcklund – барабани, беквокали
- Magnus Svensson – баскитара
- Roland Johansson – чисти и тежки вокали
- Richard Sjunnesson – тежки вокали
- Roger Sjunnesson – водеща китара
- Karin Axelsson – баскитара

## Дискография

### Студийни албуми
| Име                      | Дата на издаване | Бележки       | Звукозаписна компания |
| ------------------------ | ---------------- | ------------- | --------------------- |
| Eden Fire                | 2005             |               | - Pivotal Rockordings |
| Only Inhuman             | 2007             |               | - Nuclear Blast       |
| Love and Other Disasters | 2008             | Август, 2008. | - Nuclear Blast       |

### Сингли
- Jailbreak
- Denied
- Enclave
- Jack of Diamonds
- My Escape
- Burn This City
- Revolution Baby
- Rebellion in Nightmareland

### Демота
Всичките 3 демота са издадени под предишното име „Fallen Angels“.
- Fall from Heaven (2003)
- Black Lotus (2003)
- Extinction (2004)